# Cullen Skink

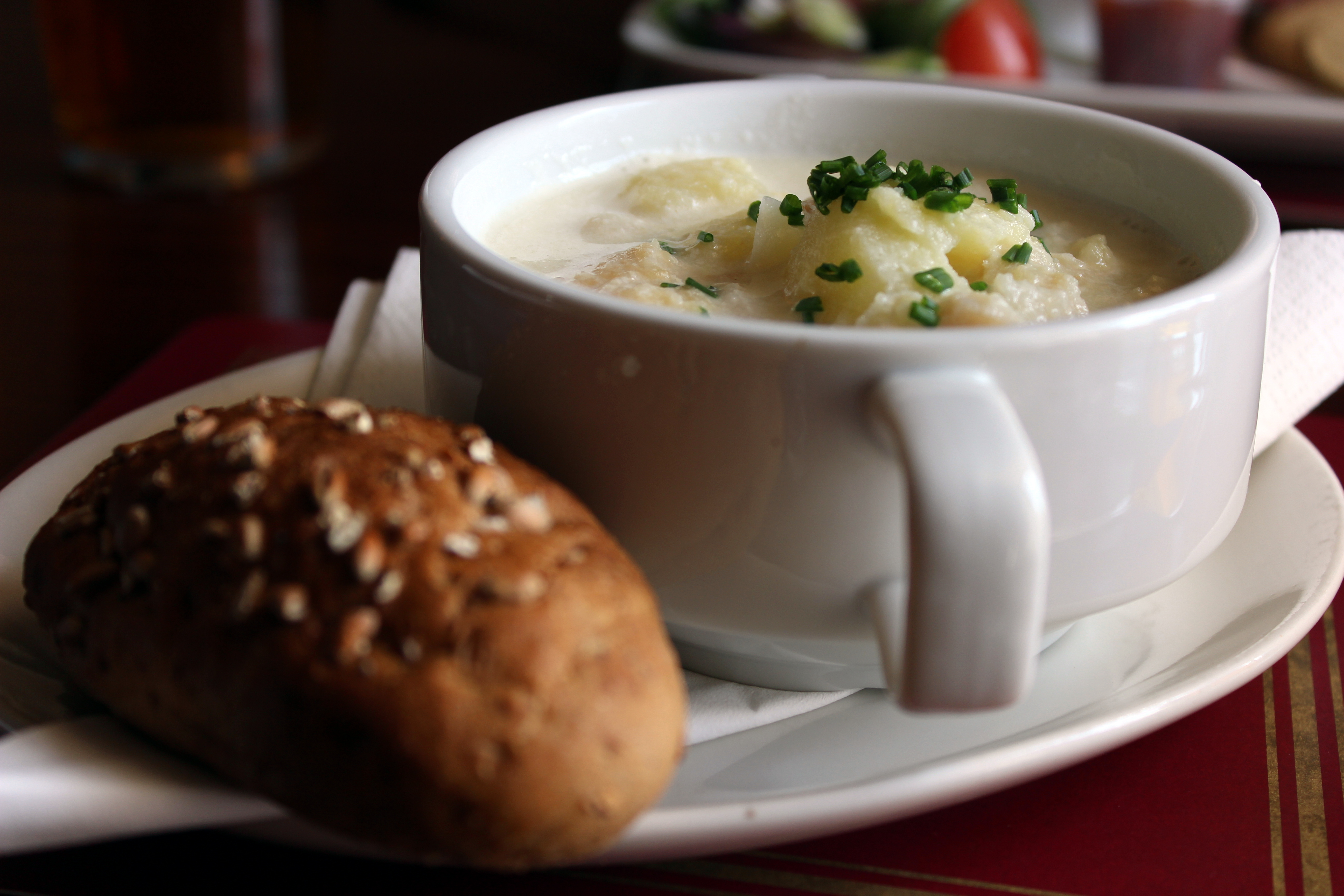
Um Cullen Skink servido

Cullen Skink é uma sopa típica da Escócia, feita basicamente de peixe fumado, batata, cebola e leite ou nata. A sopa é originária da cidade de Cullen, em Moray, nordeste da Escócia e é servida em jantares formais, embora possa também fazer parte duma refeição normal naquela região. É tradicionalmente servido com “breed”, um termo em língua escocesa antiga para “pão” ou, mais especificamente, pão-de-aveia (“oatcake”).
Um Cullen skink “autêntico” deve ser feito com “finnan haddie”, ou seja, arinca (“haddock”, em língua inglesa) fumada a frio, com madeira verde e turfa do nordeste da Escócia, ao contrário dos Arbroath smokies, arincas fumadas a quente naquela região e mais procuradas para o pequeno-almoço. No entanto, qualquer peixe de carne branca fumado pode ser utilizado, incluindo os próprios “smokies”.
A base da sopa é um caldo de peixe, de preferência feito com o próprio peixe fumado; este caldo pode incluir vinho branco, alho-porro, funcho, louro, cebola e, por vezes, chalota,  ao qual se junta batata cozida ou em puré, o peixe cozido desfeito em flocos e, no fim, leite e nata. Em algumas receitas, o caldo não é referido, sendo os ingredientes cozidos diretamente em leite, podendo juntar-se cebola salteada; enquanto que noutras usa-se caldo de peixe industrializado, o que diminui o tempo de preparação, embora possa introduzir sabores estranhos ao tradicional.
A sopa é servida com salsa ou cebolinho finamente cortados e, algumas receitas acrescentam algumas gotas de sumo de limão. Como referido no início, o skink é tradicionalmente servido com pão-de-aveia, mas qualquer pão escuro oferece um complemento aceitável.